# Junkers Ju 390
O Junkers Ju 390 foi um avião alemão desenvolvido pela Junkers & Co. durante a Segunda Guerra Mundial a partir do Junkers Ju 290, destinado a ser utilizado pela Luftwaffe como avião de transporte pesado, patrulha marítima e bombardeiro de longo alcance. Foi, juntamente com o Messerschmitt Me 264, o Focke-Wulf Ta 400 e o Heinkel He 277, um dos concorrentes ao projecto Amerika Bomber.

## Desenho e desenvolvimento
Foram construídos dois protótipos, adicionando secções extra às asas (incluindo dois motores adicionais) e à fuselagem de um Ju 90 e de um Ju 290.
O primeiro protótipo, o V1, construído a partir da estrutura de um Ju 90 V6, fez o seu voo inaugural em 20 de outubro de 1943. O V1 teve um bom desempenho, levando a uma encomenda de 26 aparelhos, a ser designados Ju 390 V1, mas nenhum destes chegou a ser construído antes do cancelamento do projecto (juntamente com a produção do Ju 290) em meados de 1944. O segundo protótipo, o V2, era mais longo do que o V1 pois foi construído a partir da estrutura de um Ju 290 A1.
Estava previsto que as versões de patrulha marítima e bombardeiro de longo alcance seriam designadas Ju 390 B and Ju 390 C, respectivamente. Foi sugerido que a versão de bombardeiro poderia ser utilizada como nave-mãe da aeronave parasita Messerschmitt Me 328 para auto-defesa, e acredita-se que foram efectuados alguns voos de testes por um protótipo de Ju 390 equipado com a bomba planadora antinavio Fritz X.